# Rosaly Lopes
Rosaly M. C. Lopes-Gautier (Río de Janeiro, 8 de enero de 1957 (68 años)) es una geóloga, y astrónoma brasileña, conocida por sus trabajos en Geología Planetaria en el Laboratorio de Propulsión a Chorro (JPL, acrónimo en inglés) de la NASA, donde ingresó en 1989.

## Biografía y carrera
Cuando niña soñaba con ser astronauta. Sin embargo, dada la dificultad de explorar el espacio siendo brasileña y estudiante de escuela pública, transformó el sueño en un proyecto de estudiar el espacio, y en 1975 se fue a Londres, donde se graduó en astronomía por la University College de Londres.
Hacia el fin de su graduación, se interesó por la geología de los planetas, disciplina que sería tema de su doctorado ("Comparative Studies of Volcanic Features on Earth and Mars" [Estudios comparativos de características volcánicas de la Tierra y de Marte]), por la Universidad de Londres, en 1986. Sus estudios sobre volcanes, le valió la invitación para trabajar en el JPL.
Entre 1996 e 2001, trabajando en el Proyecto Galileo Flight, identificó 71 volcanes activos en la superficie de Io, satélite de Júpiter. En 2002, pasó a integrar el Equipo del radar de apertura sintética Cassini.

## Algunas publicaciones
- Lopes-Gautier, Rosaly (2000). «Volcanism on Io».  En Haraldur Sigurdsson, Bruce Houghton, Hazel Rymer, John Stix, Steve McNutt, ed. Encyclopedia of Volcanoes. San Diego, CA: Academic Press. pp. 709-726. ISBN 978-0126431407.
- Lopes, Rosaly M.C.; Gregg, Tracy K.P. (2004). Volcanic Worlds: Exploring The Solar System's Volcanoes. Springer / Praxis. p. 236. ISBN 3-540-00431-9.
- Lopes, Rosaly M.C. (2005). The Volcano Adventure Guide. Cambridge University Press. pp. 362. ISBN 0-521-55453-5.
- Lopes, Rosaly M.C.; Spencer, John R. (2006). Io After Galileo: A New View of Jupiter's Volcanic Moon. Springer / Praxis. p. 342. ISBN 3-540-34681-3.
- Lopes, Rosaly M.C.; Carroll, Michael (2008). Alien Volcanoes. Johns Hopkins Press. pp. 152. ISBN 978-0-8018-8673-7.
- Lopes, Rosaly M.C. (2011). Volcanoes: A Beginner's Guide. Beginners Guide (Oneworld) Series. edición ilustrada de National Book Network. p. 150. ISBN 9781851687251.
- Lopes, Rosaly M.C. (2013). Volcanoes; A Beginner's Guide. edición ilustrada de Oneworld Publications. p. 165. ISBN 9781780741819.

## Honores

### Eponimia
- 2007: dio su nombre a una Base de cohetes experimentales, en la ciudad pernambucana de Bezerros.[6]

### Premios
- Wings WorldQuest: Women of Discovery Award (2009)
- NASA Exceptional Service Award (2007)
- Girl Scouts of America WINGS (Women Inspiring Next Generations) (2007)
- Fellow - American Association for the Advancement of Science (2007)
- Medalha Women at Work (2006)
- Medalla Carl Sagan - American Astronomical Society, Division for Planetary Sciences (2005)
- JPL Excepcional Excelencia Técnica, Galileo Planificación Ciencia y Equipo de Operaciones (2002)
- GEMS Woman of the Year in Science and Technology - GEMS Television, Miami (1997)
- Latinas in Science Award - From the Comisión Feminil Mexicana Nacional (1990)